# Cook, Serve, Delicious!
Cook, Serve, Delicious! (abgekürzt CSD) ist eine Reihe von Restaurant-Simulations-Videospielen, die seit 2012 von Vertigo Gaming entwickelt und vertrieben werden. Sie beinhaltet vier Titel: Cook, Serve, Delicious! (2012), Cook, Serve, Delicious! 2!! (2017), Cook, Serve, Delicious! 3?! (2020) und das Spin-Off Cook Serve Forever (2023). Zusätzlich ist ein Remake des ersten Teils geplant, das 2024 unter dem Namen Cook, Serve, Delicious: Re-Mustard! veröffentlicht werden soll.
Die Serie ist der Nachfolger der beiden Ore no Ryomi-Fanspiele, die David Galindo in den 2000er Jahren veröffentlichte, da das Original nur in Japan verfügbar war.

## Cook, Serve, Delicious!
Cook, Serve, Delicious! ist das erste Spiel der Reihe und wurde 2012 veröffentlicht. David Galindo erstellte es zunächst mit der Game Maker Spiele-Engine und entwickelte es später mit dem Nachfolger Game Maker Studio weiter. Die Grafiken stammten von Sara Gross und die Musik von Jonathan Geer.
Im Jahr 2024 soll eine überarbeitete Version mit dem Namen Cook, Serve, Delicious: Re-Mustard! erscheinen. Neben einer verbesserten Grafik und einigen kleineren Additionen sollen zusätzliche Story-Elemente, die an die Fortsetzungen anknüpfen hinzugefügt werden. Re-Mustard ist ein Wortspiel auf Remastered (deutsch: Überarbeitung), mit dem englischen Wort für Senf, Mustard. Trotz des Namens ist das Spiel, aufgrund der Hinzufügung von neuen Inhalten, eher ein Remake und wird auch vom Entwickler als solcher bezeichnet.

### Spielprinzip
Das Spiel handelt von einem alten, heruntergekommenen Restaurant. Der Spieler wird damit beauftragt, es wieder profitabel zu machen. Dafür erhält er Geld und eine Auswahl von zwanzig Gerichten, die er auf die Speisekarte setzen kann, im Laufe des Spiels können noch mehr Gerichte freigeschaltet werden.
An einer Reihe von acht Kochstationen können Speisen zubereitet werden. Um eine Speise zuzubereiten, muss man die Bestellung des Kunden an der jeweiligen Vorbereitungsstation (im Spiel Prep Station) auswählen und eine vorgegebene Tastenfolge abarbeiten. Die Bestellungen können vom Kunden angepasst werden, wie z. B. verschiedene Beläge auf einem Hamburger. Einige Gerichte erfordern eine Garzeit, während der andere Bestellungen bearbeitet werden können. Ein fertiges Gericht wird danach bewertet, wie gut es zubereitet wurde – fehlende Schritte oder Zutaten, die Zugabe falscher Zutaten oder eine nicht ordnungsgemäße Zubereitung können zu schlechteren Bewertungen und einem geringeren Tageseinkommen führen. Der Tageszyklus umfasst Stoßzeiten beim Mittag- und Abendessen. Neben dem Kochen müssen auch andere Aufgaben erledigt werden, die alle nach einem ähnlichen Schema ablaufen wie das Kochen, wie z. B. Geschirr spülen, den Müll hinausbringen und die Toilettenspülung betätigen.
Zwischen den Tagen kann der Spieler seine Speisekarte anpassen und mit dem verdienten Geld neue Rezepte, Ausrüstungen oder Dekorationen kaufen. Rezeptänderungen sind notwendig, um die Kunden zu halten, denn wenn man zu viele fette oder langweilige Speisen auf einmal serviert, werden die Kunden abgeschreckt, und wenn man tagein, tagaus die gleichen Speisen serviert, werden sie schal und weniger attraktiv für die Kunden.

### Rezeption
Mal Scott von The Stereogram äußerte sich sehr positiv über das Spiel und kommentierte, dass das Spiel trotz seiner relativ einfachen Grundlagen „viel, viel mehr als die Summe seiner Teile“ sei. Scott kommentierte auch, dass das Spiel schwierig sei und nannte es das „Dark Souls der Kochspiele“. Matt Porter von Hooked Gamers bewertete das Spiel mit 7,4 von 10 Punkten und kommentierte, dass das Spiel „manchmal überraschend schwierig“ sei und „viel Charme“ habe, nannte das Spiel aber auch „repetitiv“. Jon Polson von TouchArcade gab der iPad-Version viereinhalb Sterne, fand aber nicht, dass die vereinfachte Steuerung das Spiel besser macht. Lucy Ingram von 148Apps rezensierte die App-Version und stellte fest, dass das Spiel „die besten Elemente aller Restaurant-Simulationen“ in sich vereint und „eines der unterhaltsamsten und süchtig machendsten Spiele [ist], die [sie] je gespielt hat.“ Sie lobte auch den Soundtrack und das Gameplay des Spiels und sagte, dass „die ultra-flüssige Touch-Steuerung Cook, Serve, Delicious zu einem Vergnügen macht.“

## Cook, Serve, Delicious! 2!!
Cook, Serve, Delicious! 2!! wurde 2017 als Nachfolger zu Cook, Serve, Delicious! veröffentlicht. Es wurde mit der Engine Game Maker Studio 2 entwickelt.

### Spielprinzip
Im Wesentlichen deckt sich das Spielprinzip mit dem des Vorgängers.
Cook, Serve, Delicious! 2!! hat aber auch eine Reihe neuer oder verbesserter Spielmechaniken, die sich vom Original unterscheiden: Das Spiel erweitert die Anzahl der Speisen, die gekocht werden können, von 30 auf über 180 Gerichte. Das Spiel ermöglicht es den Spielern, ihr eigenes Restaurant mit einer Vielzahl von Kunstwerken, Tapeten und anderen Möbeln zu dekorieren und zu aktualisieren. Im neuen Teil werden die Speisen in drei verschiedene Arten unterteilt: Vorspeisen, Beilagen und Getränke. Beilagen werden nur bestellt, wenn sie in einer Holding-Station zubereitet werden, und mehrere Getränke werden nun als Selbstbedienung angeboten. Bei den Hauptgerichten ist das Spielprinzip gleich geblieben, obwohl einige Gerichte, wie z. B. French Toast, nur an den Holding-Stationen und nicht auf Bestellung zubereitet werden können.
Es führt auch ein Chef for Hire (deutsch: Koch zum Einstellen) System, das es dem Spieler ermöglicht, in über dreißig Restaurants zu arbeiten, jedes mit eigenem Thema und eigener Speisekarte, sowie einen neuen lokalen Koop-Spielmodus ein. Das Spiel führt auch die bereits erwähnten „Holding Stations“ ein, die es ermöglichen, das Essen vorzubereiten, bevor die Kunden kommen. Das Spiel hat auch Patches erhalten, mit denen Optionen, die ursprünglich aus CSD entfernt wurden, wieder in das Spiel eingeführt wurden. Die Iron Cook und Catering Ereignisse wurden entfernt.

### Rezeption
Das Spiel erhielt gemischte Kritiken, mit einer aggregierten Punktzahl von 62/100 auf Metacritic. Becca Smith bei GameSpew empfahl das Spiel sehr, bewertete es mit 90 % und erklärte, dass das Gameplay „leicht zu erlernen und teuflisch schwer zu meistern“ sei. Außerdem lobte sie die Anzahl der Patches, die seit der Veröffentlichung für das Spiel veröffentlicht wurden. Smith bemängelte jedoch auch, dass die Anpassung der Küche des Spielers „besonders unnötig“ sei, und nutze die Funktion nicht sehr oft.
Gita Jackson von Kotaku sagte, das Spiel sei „ziemlich aufheiternd“ gewesen, obwohl es anstrengend gewesen sei, wogegen das „wunderschön“ aussehenden Essens jedoch half, und bezeichnete es als Erfolg, dass das Spiel „alle Frustration weggespült“ habe. GamesMaster UK war jedoch „irritiert“ von dem Spiel und konnte nicht erkennen, warum das Spiel so beliebt sei.

## Cook, Serve, Delicious! 3?!
Cook, Serve, Delicious! 3?! wurde 2020 veröffentlicht und ist der dritte Titel der Reihe.

### Spielprinzip
Das Spiel knüpft erzählerisch an seinen Vorgänger an und spielt in einem dystopischen Amerika im Jahr 2042, das von einem Krieg verwüstet wurde, der die Zerstörung des ehemaligen Restaurants verursacht hatte. Zwei Such- und Bergungs-Androiden, Cleaver und Whisk (gesprochen von den Twitch-Streamern Vana (Havana Mahoney) und Negaoryx (Emme Montgomery)), finden den Chefkoch (der Spieler) noch am Leben und bieten ihm an, ihren Transporter als Food Truck zu nutzen, um das Restaurant weiterzuführen. Im Laufe des Spiels werden sie Teil einer nationalen Food-Truck-Meisterschaft, dem Iron Speedway, auf dem Iron Speedway (mit Kommentatoren, die von Northernlion und Kate Letourneau gesprochen werden), muss der Koch mehrere perfekte Fahrten absolvieren, während andere konkurrierende Foodtrucks versuchen, seine Bemühungen zu sabotieren.
Wie bei den vorherigen Cook, Serve, Delicious-Spielen muss der Spieler Gerichte auf Kundenbestellung an verschiedenen Vorbereitungsstationen (im Spiel Prep Station) und Holding Stations innerhalb des Food Trucks zubereiten. Vor jedem Tag stellt der Spieler ein Menü mit zwei bis acht Gerichten zusammen, wobei jedes Gericht einen Punktwert von null bis fünf hat, der angibt, wie schwierig es zuzubereiten ist. Für bestimmte Tage kann ein Mindestpunktwert oder eine bestimmte Anzahl von Gerichten mit einem bestimmten Punktwert vorgeschrieben sein, oder es werden Lebensmittel einer bestimmten Art oder mit einem bestimmten Garschritt verlangt. Nachdem ein Tagesmenü festgelegt wurde, fährt der Food Truck los und macht zwei oder mehr Stopps. Vor jedem Halt kann der Spieler an den Holding Stations Gerichte mit mehreren Portionen vorkochen und Sonderbestellungen an den Vorbereitungsstationen zubereitet, um sie beim nächsten Halt zu servieren. An jeder Haltestelle kann der Spieler entweder fertige Gerichte aus den Vorbereitungsstationen oder Holding Stations servieren oder kundenspezifische Bestellungen anrichten, hat aber nur eine begrenzte Zeit, bis wartende Kunden ungeduldig werden und gehen. Die Zubereitung der Gerichte erfordert eine Abfolge von Tastatur- und Maus- oder Controller-Aktionen, die auf dem Bildschirm angezeigt werden. Bei den meisten Gerichten kann der Kunde jedoch eine individuelle Zubereitung für sein Gericht wünschen (z. B. Zutaten für einen Hamburger), die der Spieler befolgen muss. Der Spieler wird danach eingestuft, wie schnell er Bestellung serviert und ob er die individuelle Zubereitung beachtet, und er wird bestraft, wenn er Bestellungen nicht abschließt oder wichtige Zubereitungsschritte wie das Garen von Fleisch versäumt. Nach Abschluss des Tages wird der Spieler mit Ingame-Währung belohnt, mit der er neue Rezepte und verbesserte Ausrüstung für den Truck kaufen kann.
Es gibt einige Gameplay-Änderungen gegenüber früheren Titeln in Cook, Serve, Delicious! 3?!. Im Food Trucks gibt es keine Reinigungsaufgaben mehr, die erledigt werden müssen. Der Spieler hat auch die Möglichkeit, die Androiden dafüreinzusetzen, alle erledigten Bestellungen zu servieren, während der Spieler andere Aufträge erledigt. Jeder Tag kann auch in einem „Chill“-Modus absolviert werden, der die Anzahl und die Geschwindigkeit der zu bearbeitenden Aufträge reduziert, aber auch die möglichen Belohnungen, die der Spieler für den Abschluss einer Fahrt erhält, verringert. Zusätzlich zu diesem Hauptkampagnenmodus führt das Spiel eine „Zen-Kampagne“ ein, die in Bezug auf die zeitlichen Anforderungen weniger intensiv ist.

### Rezeption
Cook, Serve, Delicious! 3?! erhielt laut dem Bewertungsportal Metacritic mit 79 von 100 Punkten eine „allgemein positive“ Bewertung.
Emma Davies von PC Gamer schrieb: „Es zeugt von der fesselnden Natur von CSD3, dass man immer wieder an seinem Menü herumbasteln möchte, um die perfekt optimierte Aufteilung zu finden. […] So schmackhaft wie eine Dose Pringles, macht das Spiel als schneller Snack genauso viel Spaß wie als komplettes Bankett.“